# Gouvernement Mantere
République de Finlande
Sunila I  Kallio III 
Le gouvernement Mantere est le 16ème gouvernement de la République de Finlande, qui a siégé 238 jours du 22 décembre 1928 au 16 août 1929.

## Composition
| Ministre                                                      | Période                                      | Période | Parti         | Parti |
| ------------------------------------------------------------- | -------------------------------------------- | ------- | ------------- | ----- |
| Premier ministre Oskari Mantere                               | 22.12.1928 – 16.8.1929                       |         | Edistyspuolue |       |
| Ministre des Affaires étrangères Hjalmar Procopé              | 22.12.1928 – 16.8.1929                       |         | amm.          |       |
| Ministre de la Justice Anton Kotonen Oiva Huttunen            | 22.12.1928 – 18.2.1929 18.2.1929 – 16.8.1929 |         | amm.          |       |
| Ministre de l'Intérieur Toivo Kivimäki                        | 22.12.1928 – 16.8.1929                       |         | Edistyspuolue |       |
| Ministre de la Défense Aimo Kaarlo Cajander                   | 22.12.1928 – 16.8.1929                       |         | Edistyspuolue |       |
| Ministre des Finances Hugo Relander                           | 22.12.1928 – 16.8.1929                       |         | amm.          |       |
| Ministre de l'Éducation Lauri Ingman                          | 22.12.1928 – 16.8.1929                       |         | amm.          |       |
| Ministre de l'Agriculture Eemil Linna                         | 22.12.1928 – 16.8.1929                       |         | Edistyspuolue |       |
| vice-ministre de l'Agriculture Uuno Brander                   | 22.12.1928 – 16.8.1929                       |         | Edistyspuolue |       |
| Ministre des transports et des travaux publics Jalmar Castrén | 22.12.1928 – 16.8.1929                       |         | amm.          |       |
| Ministre du Commerce et de l'Industrie Kyösti Järvinen        | 22.12.1928 – 16.8.1929                       |         | amm.          |       |
| Ministre des Affaires sociales Niilo A. Mannio                | 22.12.1928 – 16.8.1929                       |         | Edistyspuolue |       |